# Scymnus castaneus
Scymnus castaneus es una especie de escarabajo del género Scymnus, familia Coccinellidae. Fue descrita científicamente por Sicard en 1929.
Se distribuye por Pakistán, India y Bangladés.